# 마이클 브라운 총격 사건
마이클 브라운 총격 사건은 2014년 8월 9일 미국 미주리주 퍼거슨에 일어난 사건이다. 18세 아프리카계 미국인이고 비무장한 남성인 마이클 브라운(Michael Brown Jr.)은 길을 걷던 중 퍼거슨 경찰 대런 윌슨(Darren Wilson)에게 여러번 총격을 받은 후 사망했다. 퍼거슨 시 경찰은 마이클 브라운으로 보이는 사람이 편의점에서 종업원을 거세게 밀치고 밖으로 나가는 장면이 담긴 CCTV를 공개하며, '마이클 브라운이 편의점 강도 용의자였으며, 그에게 총격을 가한 것은 범행 이후 마이클 브라운 일행과 경찰관이 거친 몸싸움을 하다가 발생한 것'이라며 정당방위에 무게를 두는 설명을 하였다. 하지만 이는 '두 손을 머리 위로 올린 채 항복한 브라운을 경찰이 뒤쫓아가 총을 쐈다'는 목격자들의 진술과 다른 것이어서 '경찰이 뒤늦게 브라운을 강도 용의자로 모는 것은 과잉대응 논란을 호도하기 위해서'라는 주장이 나오고 있다. 이 사건은 세인트루이스 전체에 파괴 행위 및 대규모 시위로 번지게 되었고, 이후 국가의 조사 요구로 흘러갔다.
고등학교를 졸업한 지 8일 째 되던 날 사망한 마이클 브라운은 대학교에 가던 도중이었으며 어떠한 전과 기록도 없었다.
사건 날짜는 에릭 가너 피살 사건이 일어난 2014년 7월 17일로부터 불과 3주 뒤였으며, 거듭되는 사망 사건으로 인해 미국 경찰의 아프리카계 미국인에 대한 폭력적인 공권력 행사에 대한 전국적인 시위를 촉발시키는 계기가 되었다.

## 같이 보기
- 마틴 루터 킹 주니어의 암살 ☞ 1968년 볼티모어 폭동
- 로드니 킹 ☞ 1992년 로스앤젤레스 폭동
- 에릭 가너의 죽음
- 트레이번 마틴 피살 사건
- 마이클 브라운 총격 사건 ☞ 2014년 퍼거슨 봉기
- 프레디 그레이 사망 사건 ☞ 2015년 볼티모어 폭동
- 조지 플로이드 사망 사건 ☞ 조지 플로이드 사망 항의 시위